# Nguyễn Hữu Khôi
Nguyễn Hữu Khôi (sinh ngày 1 tháng 4 năm 1991) là một cầu thủ bóng đá người Việt Nam thi đấu ở vị trí tiền đạo cho Khánh Hòa.

## Sự nghiệp
Nguyễn Hữu Khôi bắt đầu sự nghiệp của mình với đội bóng Nam Định. Anh là thành viên của Olympic Việt Nam tham dự Á vận hội 2014 tại Hàn Quốc. Điều đặc biệt, ở thời điểm ấy, anh đang khoác áo đội bóng thành Nam chơi tại giải hạng Nhì.
Mùa giải 2017, anh ký hợp đồng với câu lạc bộ giải hạng nhất Đắk Lắk. Mùa giải 2018, Khôi sang Hàn Quốc thi đấu cho Siheung Citizen và cùng câu lạc bộ này vô địch giải K3 League Basic (hạng 5 Hàn Quốc).
Mùa giải 2019 là mùa giải đầu tiên Hữu Khôi thi đấu tại V.League 1 trong màu áo Sanna Khánh Hòa BVN. Nhưng do chưa nắm hết các thủ tục về giấy chuyển nhượng quốc tế cùng với sự tắc trách của đội bóng cũ Siheung City trong việc thanh lý hợp đồng, anh đã phải ngồi chơi xơi nước nửa mùa bóng 2019. Mãi đến cho vòng 14, Hữu Khôi mới có thể thi đấu cho Khánh Hòa. Kết thúc mùa giải, anh ra sân 12 trận, ghi được 3 bàn thắng.
Sau đó, anh có quãng thời gian thi đấu không mấy thành công tại V.League trong màu áo Than Quảng Ninh và Hải Phòng. Mùa 2021, Hữu Khôi trở lại thi đấu cho Khánh Hòa và giúp đội bóng này thăng hạng V.League 1.

## Danh hiệu
Siheung City
- K3 League Basic: 2018